# Aftonbladet
Aftonbladet (La Hoja de la Tarde en sueco) es un periódico diario sueco en formato tabloide. Fue fundado en 1830 por Lars Johan Hierta, y cuenta con aproximadamente 1.400.000 lectores diarios, siendo el periódico más vendido del país y de los de mayor circulación en los países nórdicos. Pertenece a la empresa noruega Schibsted.

## Historia

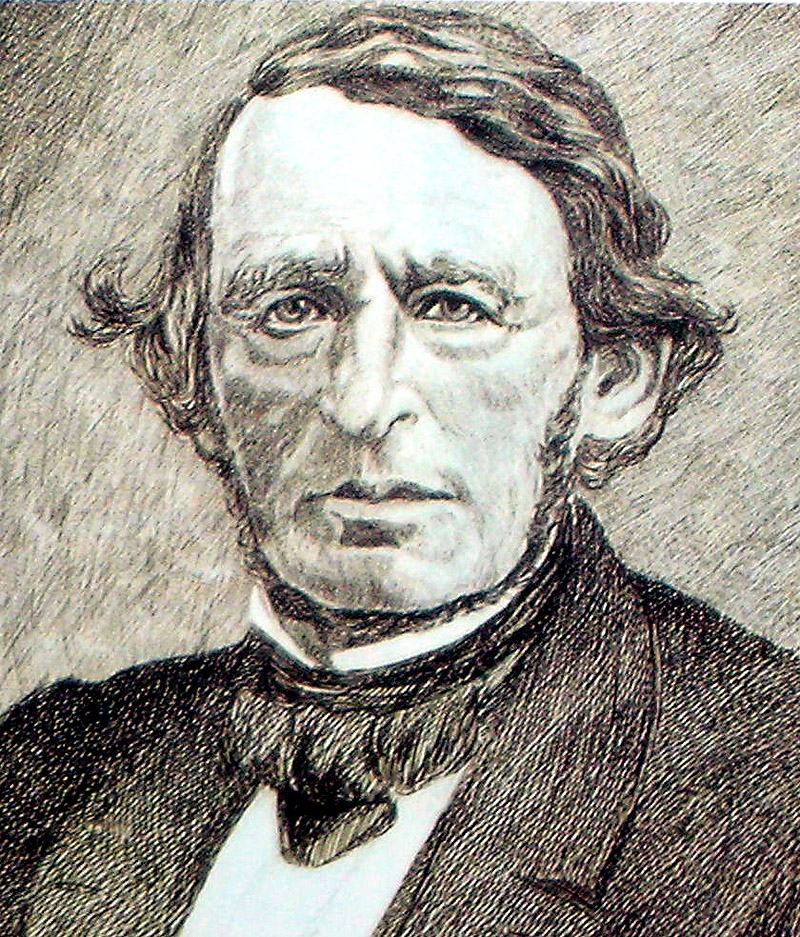
Lars Johan Hierta, fundador de Aftonbladet.

Aftonbladet fue fundado en 1830 por Lars Johan Hierta, un político y hombre de negocios sueco. Desde el principio destacó por una línea editorial muy crítica con Carlos XIV Juan, rey de Suecia. Durante ese periodo la publicación fue censurada hasta en 25 ocasiones, y en cada una de ellas tuvo que cambiar el nombre.
A lo largo de su existencia hubo diferentes líneas editoriales. Empezó siendo un periódico liberal, aunque en 1890 adoptó posiciones conservadores que mantuvo durante tres décadas. En 1929 pasó al control de la tabaquera Swedish Match como parte del imperio empresarial de Ivar Kreuger. Desde entonces se adoptó primero una posición neutral, y a partir de 1932 más favorable al gobierno de Per Albin Hansson, presidente socialdemócrata. De nuevo, cambió de parecer durante la Segunda Guerra Mundial para defender al ejército nazi por influencia de los miembros de los círculos empresariales, que apoyaban a Alemania.
El 8 de octubre de 1956, Torsten Kreuger, hijo de Ivar, vendió el diario a la Confederación de Sindicatos Suecos. Aunque durante los primeros meses la tirada bajó drásticamente, Aftonbladet volvió a crecer en circulación durante la década de 1960, pasando a una tirada de 507.000 ejemplares. Se recuperó una línea editorial socialdemócrata, que mantiene actualmente, y se dio cabida tanto a temas de denuncia social como al sensacionalismo. Además, pasó a competir por el liderazgo en ventas con el Expressen.
En los años 1990, Aftonbladet entró en crisis y muchos se preguntaron si la Confederación de Sindicatos sería capaz mantener su posición de socio mayoritario. El 2 de mayo de 1996, el grupo de prensa noruego Schibsted adquirió el 49.9% de las acciones, manteniendo a la Confederación como accionista mayoritario y responsable de la línea editorial. Un año después se convirtió en el más leído de Suecia.
Además del periódico, Aftonbladet gestiona una página web con contenidos extra. También llegó a tener una cadena de televisión digital terrestre llamada Aftonbladet TV7, desde 2006 hasta 2007. 
En 2009, Schibsted se hizo con el control total al asumir el 91% del accionariado, dejando a la Confederación de Sindicatos con un reparto testimonial del 9%. La línea editorial progresista se ha mantenido.

## Controversia
Las principales quejas sobre Aftonbladet están relacionadas con el tratamiento informativo a temas que podrían calificarse de sensacionalistas, tales como la especial atención a deportes, famosos y televisión. 
En 2006 el periodista Peter Kadhammar criticó que, en plena Guerra de Irak, el diario priorizó el romance de una famosa de televisión por encima del estallido del conflicto.